# Lubstów (gromada)
Lubstów – dawna gromada, czyli najmniejsza jednostka podziału terytorialnego Polskiej Rzeczypospolitej Ludowej w latach 1954–1972.
Gromady, z gromadzkimi radami narodowymi (GRN) jako organami władzy najniższego stopnia na wsi, funkcjonowały od reformy reorganizującej administrację wiejską przeprowadzonej jesienią 1954 do momentu ich zniesienia z dniem 1 stycznia 1973, tym samym wypierając organizację gminną w latach 1954–1972.
Gromadę Lubstów z siedzibą GRN w Lubstowie utworzono – jako jedną z 8759 gromad na obszarze Polski – w powiecie kolskim w woj. poznańskim, na mocy uchwały nr 24/54 WRN w Poznaniu z dnia 5 października 1954. W skład jednostki weszły obszary dotychczasowych gromad Biele i Lubstów oraz miejscowości Police (wieś), Police (parcele) i Police-Płoszewo (wieś) z dotychczasowej gromady Police ze zniesionej gminy Sompolno w tymże powiecie. Dla gromady ustalono 18 członków gromadzkiej rady narodowej.
29 lutego 1956 do gromady Lubstów włączono gospodarstwo rolne (5,5 ha) obejmujące działkę poparcelacyjną nr 24, leżące przy drodze Zakrzewek–Lubstów, ze wsi Nowawieś w gromadzie Zakrzewek w tymże powiecie.
1 stycznia 1959 do gromady Lubstów włączono miejscowości Grądy, Koci Ostrów i Nowa Wieś ze znoszonej gromady Zakrzewek w tymże powiecie.
1 stycznia 1960 do gromady Lubstów włączono obszar zniesionej gromady Marianowo w tymże powiecie.
1 stycznia 1970 do gromady Lubstów przyłączono z osiedla Sompolno w tymże powiecie południowe tereny o powierzchni 196 ha (Dąbrowa, Nadjezioro).
31 grudnia 1971 gromadę zniesiono, a jej obszar włączono do nowo utworzonej gromady Sompolno w tymże powiecie.